# 24 uur van Daytona 1973
De 24 uur van Daytona 1973 was de 12e editie van deze endurancerace. De race werd verreden op 3 en 4 februari 1973 op de Daytona International Speedway nabij Daytona Beach, Florida.
De race werd gewonnen door de Brumos Porsche #59 van Peter Gregg en Hurley Haywood, die allebei hun eerste Daytona-zege behaalden. De GT+2.0-klasse werd gewonnen door de North American Racing Team #22 van François Migault en Milt Minter. De T5.0-klasse werd gewonnen door de Ray Kessler Inc. #9 van Ray Kessler, Ritchie Panch en Wilbur Pickett. De GT2.0-klasse werd gewonnen door de Bob Bergstrom #62 van Bob Bergstrom en Jim Cook. De T2.0-klasse werd gewonnen door de Andy Petery #84 van Andy Petery en Hans Ziereis. In de S2.0-klasse kwamen geen auto's aan de finish.

## Race
Winnaars in hun klasse zijn vetgedrukt.
| Pos. | Klasse | No. | Team                               | Coureurs                                             | Chassis                        | Ronden |
| ---- | ------ | --- | ---------------------------------- | ---------------------------------------------------- | ------------------------------ | ------ |
| 1    | S3.0   | 59  | Brumos Porsche                     | Peter Gregg Hurley Haywood                           | Porsche 911 Carrera RSR        | 670    |
| 2    | GT+2.0 | 22  | North American Racing Team         | François Migault Milt Minter                         | Ferrari 365 GTB/4 Competizione | 648    |
| 3    | GT+2.0 | 5   | Dave Heinz                         | Dave Heinz Bob McClure                               | Chevrolet Corvette             | 644    |
| 4    | GT+2.0 | 77  | Silverstone Racing                 | George Stone Bruce Jennings Mike Downs               | Porsche 911 S                  | 638    |
| 5    | GT+2.0 | 21  | North American Racing Team         | Luigi Chinetti jr. Bob Grossman Wilbur Shaw jr.      | Ferrari 365 GTB/4 Competizione | 632    |
| 6    | GT+2.0 | 54  | Porsche Kremer Racing              | John Fitzpatrick Erwin Kremer Paul Keller            | Porsche 911 S                  | 630    |
| 7    | T5.0   | 9   | Ray Kessler Inc.                   | Ray Kessler Ritchie Panch Wilbur Pickett             | Chevrolet Camaro Z28           | 592    |
| 8    | GT+2.0 | 15  | Toad Hall Motor Racing             | Michael Keyser Tony Adamowicz Bob Beasley            | Porsche 911 S                  | 587    |
| 9    | GT+2.0 | 56  | Joest Racing                       | Sepp Greger Kurt Hild Dieter Schmid                  | Porsche 911 S                  | 574    |
| 10   | GT2.0  | 62  | Bob Bergstrom                      | Bob Bergstrom Jim Cook                               | Porsche 911 S                  | 571    |
| 11   | GT+2.0 | 43  | Dave Helmick                       | Dave Helmick John O'Steen Stephen Behr               | Porsche 911 S                  | 558    |
| 12   | S3.0   | 19  | Harry Bytzek                       | Rudy Bartling Harry Bytzek Bert Kuehne               | Porsche 908/02                 | 532    |
| 13   | T5.0   | 30  | Guido C. Levetto                   | Guido Levetto Mario Levetto Ara Dube                 | Chevrolet Camaro Z28           | 532    |
| 14   | GT+2.0 | 51  | Airport Motorsport                 | Klaus Selbert W. Marvin Schoenfeld Bob Klempel       | Porsche 911 S                  | 499    |
| 15   | T5.0   | 80  | Byron Cook Racing                  | John Elliott Bill McDill                             | Chevrolet Camaro Z28           | 488    |
| 16   | T5.0   | 75  | Don Winter                         | Larry Bock Carl Shafer Gene Harrington               | Chevrolet Camaro Z28           | 451    |
| 17   | T5.0   | 33  | John McComb                        | Dave Dooley John McComb                              | Ford Mustang                   | 437    |
| 18   | T2.0   | 84  | Andy Petery                        | Andy Petery Hans Ziereis                             | BMW 2002                       | 313    |
| 19   | GT2.0  | 38  | Quintanilla/Muniz                  | Daniel Muniz Roberto Quintanilla                     | Porsche 914/6                  | 215    |
| DNF  | GT+2.0 | 49  | John Greenwood                     | Don Yenko Robert R. Johnson                          | Chevrolet Corvette             | 494    |
| DNF  | S3.0   | 6   | Penske Racing                      | Mark Donohue George Follmer                          | Porsche 911 Carrera RSR        | 405    |
| DNF  | GT+2.0 | 20  | North American Racing Team         | Arturo Merzario Jean-Pierre Jarier                   | Ferrari 365 GTB/4 Competizione | 394    |
| DNF  | GT+2.0 | 31  | Locke Development Corporation      | Jim Locke Bob Bailey                                 | Porsche 911 S                  | 387    |
| DNF  | S3.0   | 2   | Gulf Racing                        | Mike Hailwood John Marshall Watson                   | Mirage M6                      | 366    |
| DNF  | S2.0   | 10  | Shierson Racing                    | Bill Barber Charlie Kemp                             | Chevron B19                    | 337    |
| DNF  | GT+2.0 | 23  | North American Racing Team         | Claude Ballot-Léna Jean-Claude Andruet               | Ferrari 365 GTB/4 Competizione | 284    |
| DNF  | S3.0   | 12  | Scuderia Filipinetti               | Reine Wisell Jean-Louis Lafosse Hughes de Fierlant   | Lola T282                      | 281    |
| DNF  | S3.0   | 3   | Equipe Matra-Simca                 | François Cevert Jean-Pierre Beltoise Henri Pescarolo | Matra-Simca MS670              | 267    |
| DNF  | S3.0   | 57  | Reinhold Joest                     | Reinhold Joest Mario Casoni Paul Blancpain           | Porsche 908/03                 | 244    |
| DNF  | S2.0   | 52  | Promotion Advertising              | Hugh Kleinpeter Jim Gammon Tom Shelton               | Chevron B21                    | 241    |
| DNF  | T5.0   | 7   | Eddie Johnson                      | Clay Young Eddie Johnson Jim Fitzgerald              | Chevrolet Camaro Z28           | 233    |
| DNF  | S2.0   | 93  | Professional Racing                | Bob Fisher Tom Gloy                                  | Chevron B16                    | 230    |
| DNF  | GT+2.0 | 89  | Holbert Porsche                    | Mike Tillson Al Holbert Dieter Oest                  | Porsche 911 S                  | 213    |
| DNF  | T5.0   | 96  | U.S. Davis Racing                  | Jose Rodriguez Reinaldo Almeida                      | Chevrolet Camaro Z28           | 198    |
| DNF  | GT+2.0 | 64  | Weaver Chevrolet                   | Bob Baechle Roger Pierce Alex Davidson               | Chevrolet Corvette             | 191    |
| DNF  | S3.0   | 1   | Gulf Racing                        | Derek Bell Howden Ganley                             | Mirage M6                      | 179    |
| DNF  | GT2.0  | 16  | Toad Hall Motor Racing             | Peter Kirill Russ Norburn Bill Bean                  | Porsche 911 S                  | 175    |
| DNF  | S2.0   | 88  | Edwin G. Abate                     | Ed Abate Bill Cuddy                                  | Porsche 910                    | 167    |
| DNF  | GT+2.0 | 58  | Brumos Porsche                     | Andrew Carduner Jacques Bienvenue                    | Porsche 911 S                  | 127    |
| DNF  | T5.0   | 94  | Bolus & Snopes                     | Steve Ross Bob Mitchell Dave Houser                  | Chevrolet Camaro Z28           | 120    |
| DNF  | GT+2.0 | 11  | Troy Promotions Inc.               | Tony DeLorenzo Maurice Carter                        | Chevrolet Corvette             | 101    |
| DNF  | GT+2.0 | 99  | Diego Febles                       | Horacio Alvarez Diego Febles                         | Porsche 911 S                  | 65     |
| DNF  | GT+2.0 | 34  | Murray Racing                      | Jerry Thompson Ike Knupp Mike Murray                 | Chevrolet Corvette             | 50     |
| DNF  | T5.0   | 8   | Automotive Engineering Enterprises | Tom Nehl Steve Durst                                 | Chevrolet Camaro Z28           | 49     |
| DNF  | GT+2.0 | 29  | Jef Stevens                        | Ralph Noseda Ray Mummery                             | Chevrolet Camaro               | 38     |
| DNF  | T5.0   | 14  | C. C. Canada                       | C. C. Canada Bob Christiansen John Tremblay          | Chevrolet Camaro Z28           | 29     |
| DNF  | T5.0   | 17  | Takondo Racing                     | Vince Gimondo Billy Dingman                          | Chevrolet Camaro Z28           | 15     |
| DNF  | T5.0   | 55  | Tiny Lund                          | Tiny Lund Stephen Behr Jimmy Capps                   | Pontiac Firebird               | 15     |
| DNF  | S2.0   | 41  | Parametrics Systems                | Raymond Gage Jim Grob Gary Ouellette                 | Lotus 23 BMW                   | 14     |
| DNF  | T2.0   | 25  | John Buffum                        | Bert Everett John Buffum Wilbur Pickett              | Ford Escort RS1600             | 9      |
| DNF  | GT+2.0 | 48  | John Greenwood                     | John Greenwood Ron Grable                            | Chevrolet Corvette             | 7      |
| DNF  | T5.0   | 47  | Chitwood Racing                    | Tim Chitwood Joie Chitwood Bob Nagel                 | Chevrolet Camaro Z28           | 6      |
| DNF  | T2.0   | 24  | John Buffum                        | Fred van Beuren jr. Guillermo Rojas Héctor Rebaque   | Ford Escort RS1600             | 0      |
| DNS  | S3.0   | T   | Gulf Racing                        | Derek Bell Howden Ganley                             | Mirage M6 Ford-Weslake         | 0      |
| DNQ  | T5.0   | 27  | Ernie Shaw                         | Ernie Shaw Norm Mosher Al Straub                     | Ford Mustang                   | 0      |
| DNQ  | GT2.0  | 73  | Dale Kreider                       | Dale Kreider Rick Silvers Paul Toppino               | Triumph GT6                    | 0      |
| DNQ  | GT+2.0 | 78  | J. G. Racing                       | Jacques Graham Gordon Johnson                        | Datsun 240Z                    | 0      |

1962 · 1963 · 1964 · 1965 · 1966 · 1967 · 1968 · 1969 · 1970 · 1971 · 1972 · 1973 · 1974 · 1975 · 1976 · 1977 · 1978 · 1979 · 1980 · 1981 · 1982 · 1983 · 1984 · 1985 · 1986 · 1987 · 1988 · 1989 · 1990 · 1991 · 1992 · 1993 · 1994 · 1995 · 1996 · 1997 · 1998 · 1999 · 2000 · 2001 · 2002 · 2003 · 2004 · 2005 · 2006 · 2007 · 2008 · 2009 · 2010 · 2011 · 2012 · 2013 · 2014 · 2015 · 2016 · 2017 · 2018 · 2019 · 2020 · 2021 · 2022 · 2023 · 2024 · 2025